# John Price (voile)
Pour les articles homonymes, voir John Price.
John Price est un skipper américain né le 19 janvier 1920 à Miami et mort le 26 mai 1991 à Miami.

## Carrière
John Price obtient une médaille d'argent olympique de voile en classe Star aux Jeux olympiques d'été de 1952 à Helsinki.